# Jagiellonia Białystok w sezonie 1933
BKS Jagiellonia Białystok przystąpiła do rozgrywek Klasy A BOZPN.

## II poziom rozgrywek piłkarskich

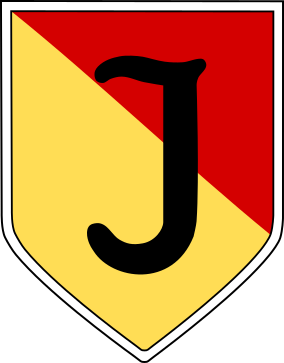
Herb Jagiellonii

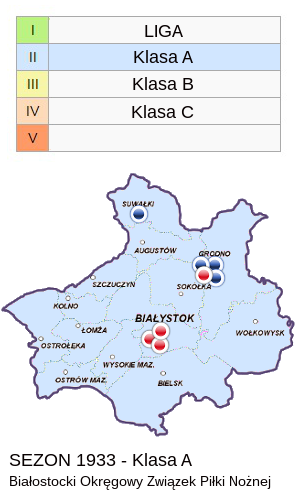
BOZPN - Zespoły występujące w Klasie A w sezonie 1933

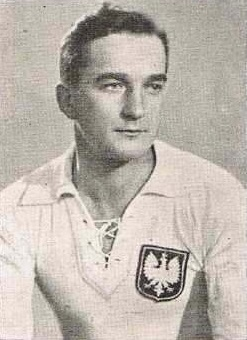
Antoni Komendo-Borowski grał w Jagielloni do 1933 roku, później jako zawodnik Pogoni Lwów reprezentant Polski.

W roku 1933 władze BOZPN postanowiły zmienić system rozgrywek klasy A. W pierwszej fazie drużyny zostały podzielone na 2 grupy terytorialne (białostocką i grodzieńską), których zwycięzcy spotkali się w dwumeczu o 1 miejsce. O utrzymanie w klasie A walczyły ostatnie drużyny z grup.
Tym razem Jagiellonia musiała uznać wyższość innej białostockiej drużyny Żydowskiego Klubu Sportowego.
Po sezonie Jagiellonia rozstała się z najbardziej utalentowanym zawodnikiem klubu - napastnikiem Antonim Komendo-Borowskim, który został przetransferowany do 1 ligowej Pogoni Lwów. "Sarenka", taki miał boiskowy przydomek, wystąpił w roku 1935 w meczu reprezentacji Polski z Łotwą (3:3), w którym zdobył 1 bramkę.

## Końcowa Tabela – Klasa A (Okręg białostocki)
GRUPA I
| Lp. | Drużyna               | M | Z | R | P | Bramki | Bramki | Różn. | Pkt. | Uwagi         |
| --- | --------------------- | - | - | - | - | ------ | ------ | ----- | ---- | ------------- |
| 1   | ŻKS Białystok B       | 6 | 5 | 1 | 0 | 22     | 5      | +17   | 11   | Baraż gr.I:II |
| 2   | Jagiellonia Białystok | 6 | 2 | 2 | 2 | 15     | 10     | +5    | 6    |               |
| 3   | Makabi Grodno         | 6 | 2 | 0 | 4 | 5      | 10     | -5    | 4    |               |
| 4   | Hapoel Białystok      | 6 | 1 | 1 | 4 | 8      | 25     | -17   | 3    |               |

GRUPA II
| Lp. | Drużyna            | M | Z | R | P | Bramki | Bramki | Różn. | Pkt. | Uwagi         |
| --- | ------------------ | - | - | - | - | ------ | ------ | ----- | ---- | ------------- |
| 1   | WKS 76 PP Grodno B | 6 | 5 | 1 | 0 | 34     | 7      | +27   | 11   | Baraż gr.I:II |
| 2   | Cresovia Grodno    | 6 | 1 | 3 | 2 | 8      | 19     | -11   | 5    | Fuzja w WKS.  |
| 3   | Kraft Grodno       | 6 | 2 | 1 | 3 | 8      | 19     | -11   | 5    |               |
| 4   | Makabi Suwałki     | 6 | 1 | 1 | 4 | 7      | 19     | -12   | 3    |               |

Baraże o 1 miejsce (finał):
| L.p. | Mecz                             | Wynik |
| ---- | -------------------------------- | ----- |
| 1    | WKS 76 PP Grodno : ŻKS Białystok | 2:1   |
| 2    | ŻKS Białystok : WKS 76 PP Grodno | 1:3   |

Ostateczna klasyfikacja:
| L.p. | Drużyna                                | Opis         |
| ---- | -------------------------------------- | ------------ |
| 1    | WKS 76 PP Grodno M                     | elim.do Ligi |
| 2    | ŻKS Białystok                          |              |
| 3-4  | Cresovia Grodno, Jagiellonia Białystok |              |
| 5-6  | Kraft Grodno, Makabi Grodno            |              |
| 7-8  | Makabi Suwałki, Hapoel Białystok       |              |

- Po sezonie sekcja piłki nożnej Cresovii oraz WKS 76 PP Grodno połączyły się tworząc klub WKS Grodno
- Z powodu zwolnienia miejsca przez Cresovię nie rozegrano dwumeczu o pozostanie w klasie A.
- Z klasy B awansował ŁKS Łomża.
- Po sezonie zespół Makabi Grodno został przesunięty do grupy II A klasy.

## Mecze
| Mecze i wyniki | Mecze i wyniki       | Mecze i wyniki      | Mecze i wyniki | Mecze i wyniki | Mecze i wyniki   | Mecze i wyniki | Mecze i wyniki  | Poz w lidze. | Poz w lidze. | Poz w lidze. |
| Lp. | Data                 | Rozgrywki           | F.             | D/W            | Przeciwnik       | Wynik          | Strzelcy bramek | M.           | P.           | Br.          |
| --- | -------------------- | ------------------- | -------------- | -------------- | ---------------- | -------------- | --------------- | ------------ | ------------ | ------------ |
| 1 85 | 13.05.1933 Białystok | Klasa A - 1 kolejka | -              | W              | ŻKS Białystok    | 3:3            |                 | ?            | 1            | 3:3          |
| 2 86 | 20.05.1933 Grodno    | Klasa A - 2 kolejka | -              | W              | Makabi Grodno    | 1:0            |                 | ?            | 1            | 3:4          |
| 3 87 | ?.?.1933 Białystok   | Klasa A - 3 kolejka | -              | D              | Hapoel Białystok | zw.            |                 | ?            | 3            |              |
| 4 88 | 14.06.1933 Białystok | Klasa A - 4 kolejka | -              | D              | Makabi Grodno    | 3:0(vo)        | [ 1 ]           | ?            | 5            |              |
| 5 89 | ?.?.1933 Białystok   | Klasa A - 5 kolejka | -              | D              | ŻKS Białystok    | 0:2            |                 | ?            | 5            |              |
| 6 90 | ?.?.1933 Białystok   | Klasa A - 6 kolejka | -              | W              | Hapoel Białystok | rm.            |                 | 2            | 6            | 15:10        |
| - rozgrywki ligowe, - rozgrywki pucharu polski, - rozgrywki pucharu ligi, - rozgrywki ligi europejskiej, - mecze barażowe lub eliminacyjne, - inne. Liczba meczów w sezonie:1 2 (wszystkie mecze na najwyższym poziomie rozgrywkowym)3 (wszystkie mecze w rozgrywkach ligowych bez baraży) , Puchar Polski: 2 (mecze Pucharu Polski na szczeblu centralnym)3 (wszystkie mecze w Pucharze Polski) |                      |                     |                |                |                  |                |                 |              |              |              |